# Prvi partizan
Prvi partizan je srpska vojna industrija sa sjedištem u Užicu koja se bavi proizvodnjom streljiva. Osnovana je 1928. godine kao FOMU - Fabrika Oružje Municija Užice. Od 1947. poduzeće nosi današnji naziv. Tvrtka proizvodi streljivo različitih kalibara za vojno i civilno tržište a njeni proizvodi se izvoze diljem svijeta.
U povijesti je tvrtka proizvodila rijetke kalibre streljiva kao što su njemački 7.92x33mm Kurz (od Sturmgewehrea) i 7.65x53mm Argentine. U današnje vrijeme, Prvi partizan je početkom 2009. predstavio kalibar 8x50mm Lebel čime je postao njegov prvi komercijalni proizvođač.
Tvrtka na vlastito streljivo postavlja oznake ПП ili ППУ što su ćirilićni akronimi tvrtke, tj. Prvi partizan i Pvi partizan Užice.
Na australskom tržištu streljivo se prodaje kao brand Highland AX dok ga je u SAD uvozila tvrtka Hansen Cartridge Company. S ruskom tvrtkom Wolf Ammunition Prvi partizan je sklopio partnerstvo o proizvodnji premium Wolf Gold linije.

## Proizvodi
- sportsko, lovačko i vojno streljivo
- potkalibarsko topničko streljivo
- oprema i alat za proizvodnju streljiva
- medicinska oprema

## Tragedija
3. rujna 2009. u Prvom partizanu je došlo do četiri eksplozije zbog čega je došlo do vatre u odjelu barutnog punjenja. U tragediji je poginulo sedmero radnika dok ih je 14 ozlijeđeno. Godinu dana nakon nesretnog slučaja na ulazu u upravnu zgradu Prvog partizana je postavljena spomen-ploča s imenima nesretno poginulih.

## Vanjske poveznice
- Službena web stranica tvrtke